# Cal Massot (Belianes)
Cal Massot és una casa pairal del segle xvi al terme municipal de Belianes (l'Urgell) que en l'actualitat ha estat transformada en una casa de turisme rural, malgrat tot, se n'han conservat intactes els trets distintius.

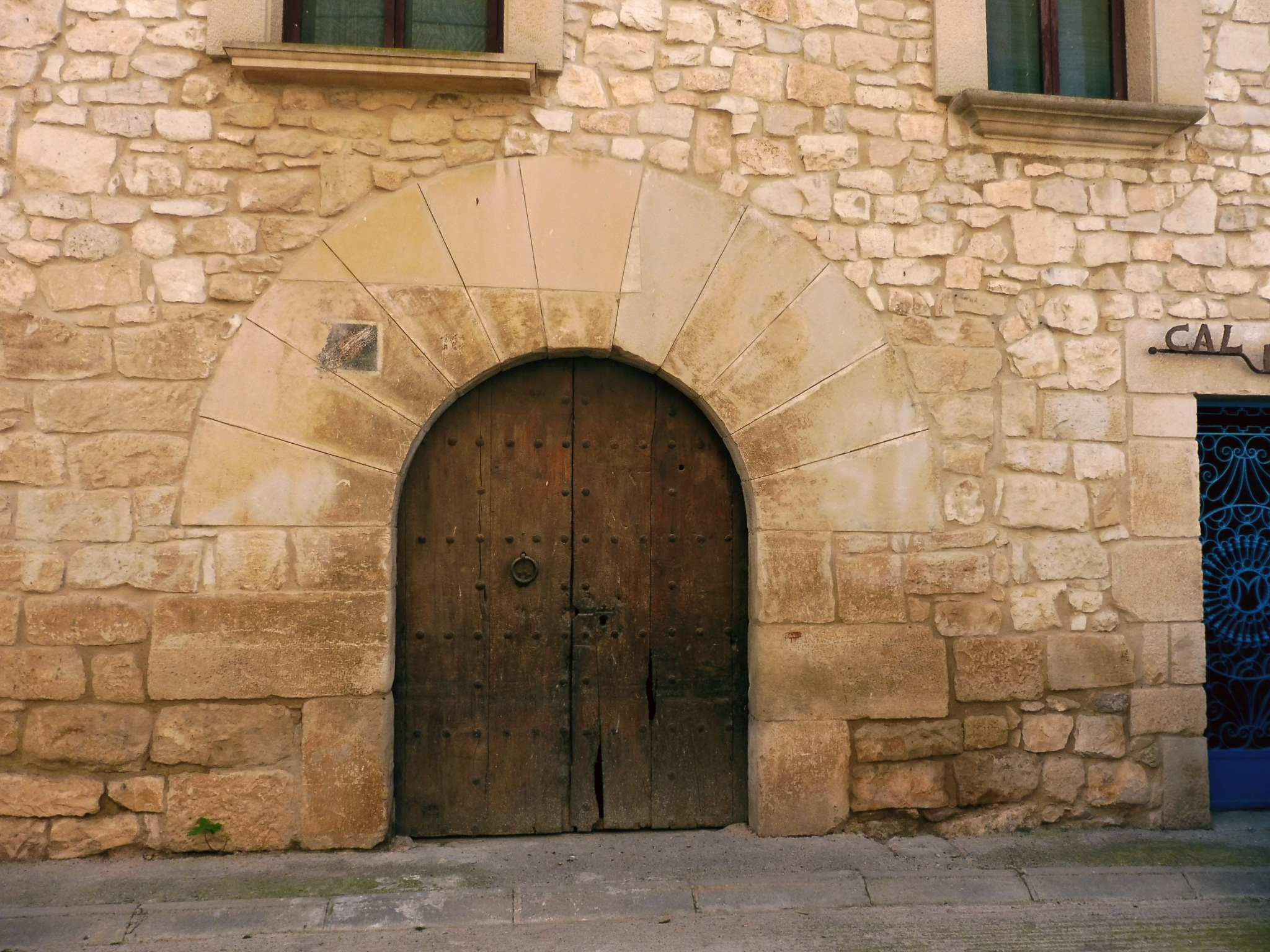
La portada

 La portalada d'accés és d'arc de mig punt dovellat. Fruit de les remodelacions veiem una nova porta rectangular i un accés per a cotxes al garatge. A la primera planta, respectant la situació de les finestres originals s'hi han construït finestrals nous i igualment així passa a la tercera planta, més baixa, amb finestres d'argamassa. Els murs han respectat l'aparença d'una estereotomia irregular a base de superposicions de pedres sense tallar en fileres.